# Lycée français Anatole-France
Le lycée français Anatole-France (LyFAF, en arménien : Անատոլ Ֆրանսի անվան Ֆրանսիական Կրթահամալիր) est un établissement scolaire français à Erevan (Arménie) fondé en 2007. Le Lycée collabore avec le ministère de l'Éducation de la République française, l'ambassade de France en Arménie et le ministère de l'Éducation de la République d'Arménie. Le lycée fonctionne sous la licence de l'Éducation nationale française et la licence de l'Éducation arménienne.
Depuis 2021, le proviseur du lycée est M. Christian Châle.

## Histoire
Le Lycée français en Arménie est fondé en 2007 à Erevan avec seulement 9 élèves durant de sa première année scolaire en 2007-2008. L'établissement célèbre son dixième anniversaire le 3 juin 2017.
Le 30 mars 2018, le lycée est rebaptisé en l'honneur du poète, romancier et prix Nobel de littérature 1921 Anatole France, lors d'une cérémonie en présence du secrétaire d'État français auprès du ministre de l'Europe et des Affaires étrangères Jean-Baptiste Lemoyne, du ministre arménien de l'Éducation Levon Mkrtchyan et de l'ambassadeur de France en Arménie Jonathan Lacôte. Selon les ministres Lemoyne et Mkrtchyan, le nom d'Anatole France a été donné au Lycée en hommage à sa contribution importante au soutien de la cause arménienne pendant les moments difficiles pour le peuple arménien.

## Structure
L'établissement a la structure suivante :
- École primaire, avec 2 parties : école maternelle (TPS-GS) et école élémentaire (du CP au CM2).
- Collège : de la classe de 6ème à la 3ème
- Lycée : de la 2nde à la Terminale
- Section arménienne : lycée (de la 2nde à la Terminale)

À la rentrée 2022-2023, le lycée français Anatole-France compte 326 élèves.